# 趙僩
赵僩（1074年7月15日—1076年1月26日），北宋皇子、冀王。
宋朝第六代皇帝宋神宗赵顼的第五子，生母邢貴妃，熙寧七年（1074年）六月十九日出生。八年（1075年）二月賜名赵僩，授鎮安軍節度使、封景國公。当年十二月十八日薨逝，贈太師、尚書令、冀王，諡号沖孝。元符三年（1100年）三月，其十一弟端王赵佶即位为宋徽宗之后，追贈五哥兼中書令。